# Mercedes-Benz NAFA
Mercedes-Benz NAFA (от нем. das Nahverkehrsfahrzeug — «транспортное средство местного сообщения») — экспериментальный микроавтомобиль немецкой компании Mercedes-Benz, представленный в 1982 году.

## История

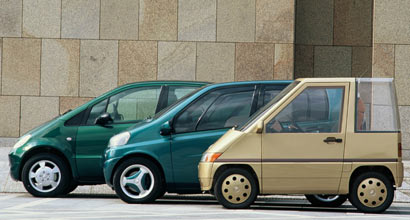
A-Class, Studie A 93, NAFA

В начале 80-х годов компания Mercedes-Benz начала работы над принципиально новым автомобилем, который был назван NAFA. Инициирован данный проект был в связи с реалиями переполненного города с катастрофической нехваткой мест для парковки.
На юбилейной выставке 1982 года концерн Daimler-Benz представил не только историю своих разработок, но и будущее автомобиля. Были показаны около 50 научно-исследовательских и опытно-конструкторских проектов, в том числе и компактный двухместный автомобиль Mercedes-Benz NAFA длиной всего 2,5 метра и шириной с высотой по 1,5 м, противоречащий всем принципам, которых до этого придерживалась компания.
Единственной причиной, сдерживающей серийный выпуск автомобиля, было несоответствие высоким требованиям к безопасности водителя и пассажира, а данное требование, как известно, всегда являлось наиболее приоритетным для концерна. Чтобы преодолеть данный недостаток, инженеры нуждались в совершенно новых идеях. Концепция NAFA не была забыта и нашла применение в прототипах A-класса 1996 года (W168) и Smart Fortwo.

## Описание
Все колёса автомобиля — управляемые, благодаря чему диаметр разворота составляет всего 5,7 метра. Двери — сдвижные, при открывании зеркала складываются. Концепт-кар оборудовали приводом на передние колёса, автоматической коробкой передач, кондиционером, усилителем руля и натяжителями ремней безопасности. Сравнительно высокая посадка, низкая поясная линия кузова и большие остекленные поверхности способствовали великолепному круговому обзору дорожной обстановки.
Автомобиль оснастили четырёхтактным бензиновым двигателем с 3 цилиндрами и рабочим объёмом в 1 л. Мощность силового агрегата составила 45 л. с. (33 кВт) .